# Калнаберже (усадьба)
Калнаберже (лит. Kalnaberžės dvaras) — дворянская усадьба, находящиеся в деревне Калнаберже Кедайнского района в 12 км от города Кедайняй. Известно как владение Столыпиных. Охраняется государством.

## История усадьбы
Калнаберже впервые упомянута около 1372 года в «Ливонской хронике» Германа Вартбергского. В XVII веке имение принадлежало Радзивиллам. Со второй половины XVII века принадлежало Чапским. После подавления восстания 1863—1864 годов власти конфисковали имение у его владельца Эдуарда Чапского за поддержку повстанцев.
Имение было продану генералу Кошелевскому, который в 1869 году проиграл его в карты Аркадию Дмитриевичу Столыпину. А. Д. Столыпин во второй половине XIX века построил главное здание усадьбы, которое стоит до сих пор. Здесь провёл своё детство будущий премьер-министр Российской империи Пётр Аркадьевич Столыпин и родились 5 из 6 его детей. При поддержке П. А. Столыпина в Калнаберже была основана начальная школа, в 1910 году были проведены телеграф и телефон. После убийства в 1911 году имение формально перешло сыну Аркадию Петровичу Столыпину, который будучи ребёнком не мог управлять имением. Столыпиным имение принадлежало до Первой мировой войны.
Власти независимой Литвы разбили имение на участки. В 1923 году усадьбу вместе с парком в рассрочку купил литовский поэт и драматург Казис Бинкис, но не смог содержать усадьбу и вернул государству. В 1926 году в здании усадьбы была учреждена воспитательная колония. В 1949—1959 годах действовал детский дом.
В 2022 году поместье выставлено на продажу за 53 700 евро.